# John Trevor (1626–1672)
John Trevor (ur. 1626, zm. 28 maja 1672) – angielski polityk, parlamentarzysta z okresu Republiki. Jego rodzicami byli Sir John Trevor z Trevalyn w Denbighshire i Margaret, córka Hugh Trevanniona z Trevannion w Kornwalii. Jego stryjami byli Sir Sackvill Trevor (zm. ok. 1640), oficer marynarki, nobilitowany w 1604 i Sir Thomas Trevor (1586–1656), sędzia. John Trevor, podobnie jak ojciec, wybrał karierę polityka. W 1646 został wybrany do Parlamentu z okręgu Flint. Później był deputowanym z okręgów Arundel i Great Bedwin. Był też sekretarzem stanu. Zmarł na rok przed swoim ojcem 28 maja 1672. Został pochowany na cmentarzu St. Bartholomew's w Smithfield.